# Dobkov
Dobkov (německy Dobkau) je vesnice, část města Chotěboře. Nachází se v nadmořské výšce 542 m.

## Historie
Poprvé je Dobkov připomínán v roce 1384. V té době byl jejím vlastníkem Stašek, syn Mstislava z Dolan. Název je odvozován od jména Dobek (Tobek, Tobiáš) a někteří badatelé soudí, že vznikl v místě osady zvané Přechod. Jiní soudí, že Přechod byl na území dnešní části Bílek. Do roku 1553 pak nejsou dochovány žádné zprávy. V té době byl Dobkov součástí statku Nejepín, který vlastnil Prokop z Nejepína a po jeho smrti jeho synové Jan a Prokop z Nejepína, který v Dobkově založil tvrz a oddělil jej od Nejepína. Usedlost dědí Jiřík z Nejepína a Zdeněk z Nejepína. Roku 1587 je připomínán Zdeněk Nejepínský a roku 1615 Zdeněk Slavíkovec ze Slavíkova. V roce 1654 pak obec vlastní Alena Bošínská, rozená z Drachova.
V polovině osmnáctého století nechala nová majitelka Ludmila ze Steinau postavit nový dvoukřídlý zámek, který sloužil jako sídlo a správa statku do roku 1777. Tehdy byl Dobkov připojen k chotěbořskému panství Janem Pavlem Zebou z Brachfeldu. Počátkem devatenáctého století bylo levé křídlo zámku přestavěno na sýpku. Pravé pak bylo v roce 1948 přestavěno na obytný dům. Tím přestala být stavba zajímavá. V západní části obce se nacházejí zbytky místního lihovaru s kapličkou z druhé poloviny osmnáctého století.
| Rok            | 1869 | 1880 | 1890 | 1900 | 1910 | 1921 | 1930 | 1950 | 1961 | 1970 | 1980 | 1991 | 2001 |
| -------------- | ---- | ---- | ---- | ---- | ---- | ---- | ---- | ---- | ---- | ---- | ---- | ---- | ---- |
| Počet obyvatel | 243  | 239  | 238  | 220  | 198  | 215  | 194  | 149  | 155  | 150  | 143  | 116  | 102  |